# Ожеговская
Ожеговская — деревня в Винницком сельском поселении Подпорожского района Ленинградской области.

## История
Деревня Ожогова в Озёрах упоминается в писцовой книге Обонежской пятины 1582 года в Ильинской Винницкой волости.

ОЖЕГОВСКАЯ — деревня при ручье Горач, число дворов — 4, число жителей: 4 м. п., 7 ж. п.; Все чудь. (1873 год)

Деревня административно относилась к Винницкой волости 2-го стана Лодейнопольского уезда Олонецкой губернии.

ОЖЕГОВСКАЯ (ГОРА) — деревня Озерского сельского общества при реке Ояти, население крестьянское: домов — 2, семей — 1, мужчин — 10, женщин — 7, всего — 17; лошадей — 5, коров — 10, прочего — 12. (1905 год)

По данным 1933 года деревня называлась Ознеговская и входила в состав Озёрского вепсского национального сельсовета Винницкого национального вепсского района.

Деревня Ожеговская на карте 1940 года

На топографической карте РККА 1940 года Ожеговская обозначена как безымянный населённый пункт смежно и к югу от деревни Башмаковской, входящий в куст деревень Озёра.
По данным 1966, 1973 и 1990 годов деревня Ожеговская входила в состав Озёрского сельсовета.
В 1997 году в деревне Ожеговская Озёрской волости проживали 11 человек, в 2002 году — 14 человек (русские — 86 %).
В 2007 году в деревне Ожеговская Винницкого СП проживали 8 человек.

## География
Деревня расположена в юго-западной части района на автодороге 41К-713 (Винницы — Казыченская).
Расстояние до административного центра поселения — 25 км.
Расстояние до ближайшей железнодорожной станции Подпорожье — 110 км.
Деревня находится на правом берегу реки Оять.

## Демография
| 1873 | 1905 | 1997 | 2007 | 2010 | 2017 |
| ---- | ---- | ---- | ---- | ---- | ---- |
| 11   | ↗17  | ↘11  | ↘8   | ↘4   | ↗7   |

### Национальный состав
Согласно данным Всероссийской переписи населения 2021 года в деревне проживали 3 человека, из них:
 вепсы — 2, русские — 1 человек.

## Улицы
Озёрная.